# 정선아리랑열차
정선아리랑열차(旌善―列車) 또는 A-train(A-트레인)은 한국철도공사가 운행하는 관광열차이다. 청량리역에서 중앙선, 태백선, 정선선을 경유하여 아우라지역까지의 구간을 운행하며, 모든 좌석은 새마을호 특실 등급으로 취급된다. 별칭인 A-train의 A는 Arirang, Ace, Activity, Adventure, Amazing 등의 특징을 상징한다.

## 개요
2015년 1월 22일 운행을 시작했다. 차량은 레일크루즈 해랑으로 개조되었다가 남은 2003년 이후 제조분 무궁화호 4량(11320, 11321, 11324, 11325), 식당차 2량(11363, 11364), 발전차 1량(99410), 기관차 1량(7610호) 총 6량을 개조 및 임차하여 사용한다. 기관차와 발전차 부분의 보라색은 동강할미꽃 색채 모티브를 가져와 디자인하였고, 객차 4량은 누리실, 땅울림실, 사랑인실, 하늘실 등으로 꾸며져 운행한다. 편성당 총 좌석은 200석이며 중부내륙순환열차에 이어 두 번째이자 장거리 열차로는 최초로 개방형 전망창이 설치되어 모든 좌석에서 정선군의 경치 관람이 가능하다. 기관차와 발전차는 차량 운용 사정에 따라 전용 차량이 아닌 같은 종류의 다른 차량이 충당되는 경우가 있다.

## 운행 구간
주중에는 기본적으로 운행하지 않으나, 공휴일이나 정선 5일장이 열리는 날, 그 외 연선 축제 등으로 수요가 기대되는 날에는 주중에도 운행된다.
정선아리랑열차는 청량리발 아우라지행 제2541열차로서 출발하여 아우라지역에 종착한 뒤 방향을 바꾸어 5시간정도 대기한 후 아우라지발 청량리행 제2542열차로서 청량리역에 종착함으로써 그 날의 운행을 마친다. 아우라지역에서는 기관차와 열차를 분리한 뒤 기관차가 역의 다른 선로를 통해 객차 반대편에 다시 연결됨으로써 회차가 이루어진다. 

### 정차역
청량리-원주-제천-영월-예미-민둥산-별어곡-선평-정선-나전-아우라지

## 역사
- 2002년 11월 27일: 정선아리랑유람열차 운행 개시(통일호 등급)
- 2008년 1월 1일: 정선아리랑유람열차 운행 중지, 제천~아우라지 간 무궁화호로 대체
- 2015년 1월 15일: 청량리역 구내에서 정선아리랑열차 개통식
- 2015년 1월 22일: 정선아리랑열차 운행 개시(A-Train, 새마을호 특실 등급), 제천~아우라지 무궁화호 폐지
- 2016년 7월 1일: 아우라지역 - 정선역 구간 운행 중지
- 2017년 3월 8일: 아우라지역 - 정선역 구간 운행 재개
- 2018년 2월 9일~3월 18일 2018년 동계 올림픽 및 2018년 동계 패럴림픽 관계로 만종역 - 청량리역 구간운행 일시 중지
- 2018년 3월 19일: 만종역 - 청량리역 구간 운행 재개

### 정선아리랑유람열차
정선아리랑열차의 전신에 해당하는 정선아리랑유람열차는 2002년 11월 27일부터 기존의 정선선에서 객차 1량, 발전차 1량으로 운행하던 일반 통일호 열차를 관광열차로 대체하고, 통일호 등급으로 운행을 개시했다. 원래 정선선 여객열차 등급은 비둘기호였다가 2000년 11월 14일을 끝으로 비둘기호가 폐지되어서 통일호 등급으로 조정되었다. 과거에 새마을호로 운행했던 무궁화호를 개조해 사용하였으며, 전용 발전차가 존재하였다. 기관차에 객차 1량과 발전차 1량만을 연결한 편성이었으나, 여행 성수기에는 일반 무궁화호를 2량 증결해 운행하기도 했다. 2004년 4월 1일 통일호 폐지와 동시에 통근열차로 변경되었으며 통일호 객차가 폐차된 이후로는 통근열차 등급으로 전국에서 유일하게 객차형 차량으로 운행하는 사례였다. 2008년 1월 1일자 시간표 개정을 앞두고 통근열차 운행노선 축소 및 해당 객차의 내구 연한 경과로 2007년 12월 31일 운행을 종료하였다. 이후 2015년 1월 15일까지 아우라지와 제천·청량리(매월 2일, 7일, 12일, 17일, 22일, 27일에만 운행) 간을 오가는 일반 무궁화호가 투입되고 있었다.